# ألفرد دبليو. بنسون
ألفرد دبليو. بنسون (بالإنجليزية: Alfred W. Benson)‏ هو قاضي ومحامي وسياسي أمريكي، ولد في 15 يوليو 1843 في الولايات المتحدة، وتوفي في 1916 في الولايات المتحدة. حزبياً، نشط في الحزب الجمهوري. وقد انتخب عضو مجلس ولاية كانساس وانتخب عضو مجلس الشيوخ الأمريكي.